# 帕米尔苓菊
帕米尔苓菊（学名：Jurinea pamirica）是菊科苓菊属的植物，其种加词“pamirica”意为“帕米尔的”。中国特有植物。分布于中国大陆的新疆等地，生长于海拔3,400米至3,800米的地区，多生在砾石戈壁，目前尚未由人工引种栽培。
现接受名为矮小苓菊（Jurinea algida Iljin, 1924）。

## 别名
帕米尔茯菊（植物研究）